# Monte das Gameleiras
Monte das Gameleiras is een gemeente in de Braziliaanse deelstaat Rio Grande do Norte. De gemeente telt 2.449 inwoners (schatting 2009).